# Бек, Миккель
Миккель Венге Бек (дат. Mikkel Venge Beck; род. 12 мая 1973, Орхус) — датский футболист, выступавший на позиции нападающего. Известен по выступлениям за «Мидлсбро» и сборную Дании. Участник чемпионатов Европы 1996 и 2000 годов. Сын датского футболиста Карла Бека.

## Клубная карьера
Бек начал свою карьеру в любительском клубе «Колдинг», после окончания своего дебютного сезона он подписал контракт с командой Датской Суперлиги «Б-1909». Отыграв на родине один сезон, Меккель перешёл в немецкую «Фортуну» из Кёльна. До февраля 1995 года Бек восстанавливался от травмы спины, полученной в августе 1994 года. После восстановления он забил 5 голов в первых пяти матчах и получил приглашение в национальную команду.
В 1995 году он получил приз — лучшему датскому молодому футболисту года. После окончания Евро-96 Миккель перешёл в английский «Мидлсбро». Несмотря на то, что он помог команде выйти в финал Кубка Англии, клуб вылетел в Чемпионшип. Миккель остался в команде и сыграл важную роль в её возвращении в Премьер-лигу в следующем году. В марте 1999 года «Дерби Каунти» за 500 тыс. фунтов выкупил трансфер футболиста. Бек не смог выйти на тот уровень результативности, который был у него в «Боро», и вынужден был выступать на правах аренды за английские «Ноттингем Форест» и «Куинз Парк Рейнджерс», а также датский «Ольборг». Во время выступления на родине Миккель забил 8 голов в 10 матчах за команду и помог ей выйти в финал Кубка Дании. Благодаря этим успехам он был включен в заявку на Евро-2000.
После турнира Миккель за 500 тыс. фунтов перешёл во французский «Лилль». Недовольный низкой результативностью форварда тренер клуба Вахид Халилходжич отдал Бека в аренду в «Ольборг». После возвращения в «Лилль» Миккель получил травму, которая оставила его вне игры на 18 месяцев. В сентябре 2003 года он пробовал реанимировать карьеру в испанской «Кордобе», но получил травму на второй тренировке. В январе 2004 года Беком активно интересовался «Кристал Пэлас», но повышенная травматичность Миккеля не позволила руководству английского клуба заключить с ним контракт, и он закончил карьеру футболиста. Сейчас Бек работает футбольным агентом.

## Международная карьера
31 мая 1995 года в матче против сборной Финляндии Бек дебютировал за сборную Дании. В 1996 году Миккель был включен в заявку на участие в чемпионате Европы в Англии. На турнире он принял участие во встречах против Турции и Хорватии.
В 2000 году Бек во второй раз принял участие в чемпионате Европы в Бельгии и Нидерландах. На турнире он сыграл в двух матчах против сборных Франции и Чехии.

## Статистика

### Матчи Бека за сборную Дании
| Матчи Бека за сборную Дании | Матчи Бека за сборную Дании | Матчи Бека за сборную Дании | Матчи Бека за сборную Дании | Матчи Бека за сборную Дании | Матчи Бека за сборную Дании   |
| --------------------------- | --------------------------- | --------------------------- | --------------------------- | --------------------------- | ----------------------------- |
| №                           | Дата                        | Соперник                    | Счёт                        | Голы Бека                   | Соревнование                  |
| 1                           | 31 мая 1995                 | Финляндия                   | 1:0                         | 1                           | Товарищеский матч             |
| 2                           | 7 июня 1995                 | Кипр                        | 4:0                         | —                           | Чемпионат Европы 1996 (отбор) |
| 3                           | 16 августа 1995             | Армения                     | 2:0                         | —                           | Чемпионат Европы 1996 (отбор) |
| 4                           | 6 сентября 1995             | Бельгия                     | 3:1                         | 1                           | Чемпионат Европы 1996 (отбор) |
| 5                           | 11 октября 1995             | Испания                     | 1:1                         | —                           | Чемпионат Европы 1996 (отбор) |
| 6                           | 15 ноября 1995              | Армения                     | 3:1                         | 1                           | Чемпионат Европы 1996 (отбор) |
| 7                           | 27 марта 1996               | Германия                    | 0:2                         | —                           | Товарищеский матч             |
| 8                           | 24 апреля 1996              | Шотландия                   | 2:0                         | —                           | Товарищеский матч             |
| 9                           | 2 июня 1996                 | Гана                        | 1:0                         | —                           | Товарищеский матч             |
| 10                          | 9 июня 1996                 | Португалия                  | 1:1                         | —                           | Чемпионат Европы 1996         |
| 11                          | 16 июня 1996                | Хорватия                    | 0:3                         | —                           | Чемпионат Европы 1996         |
| 12                          | 29 марта 1997               | Хорватия                    | 1:1                         | —                           | Чемпионат мира 1998 (отбор)   |
| 13                          | 30 апреля 1997              | Словения                    | 4:0                         | —                           | Чемпионат мира 1998 (отбор)   |
| 14                          | 11 октября 1997             | Греция                      | 0:0                         | —                           | Чемпионат мира 1998 (отбор)   |
| 15                          | 10 октября 1998             | Уэльс                       | 1:2                         | —                           | Чемпионат Европы 2000 (отбор) |
| 16                          | 14 октября 1998             | Швейцария                   | 1:1                         | —                           | Чемпионат Европы 2000 (отбор) |
| 17                          | 26 апреля 2000              | Швеция                      | 0:1                         | —                           | Товарищеский матч             |
| 18                          | 11 июня 2000                | Франция                     | 0:3                         | —                           | Чемпионат Европы 2000         |
| 19                          | 21 июня 2000                | Чехия                       | 0:2                         | —                           | Чемпионат Европы 2000         |

Итого: 19 матчей / 3 гола; 8 побед, 5 ничьих, 6 поражений.